# Tindall (Missouri)
Tindall è un comune degli Stati Uniti d'America, situato nello Stato del Missouri, nella contea di Grundy.